# Ivo Stefanoni
Ivo Stefanoni (* 5. Juni 1936 in Mandello del Lario) ist ein ehemaliger italienischer Steuermann im Rudersport, der bei drei Olympiateilnahmen dreimal das Finale erreichte und zwei Medaillen gewann.
Ivo Stefanoni war bei Moto Guzzi in Mandello del Lario angestellt; so konnte er im betriebseigenen Sportverein von Moto Guzzi den Sport des Ruderns ausführen. Ein Boot dieses Sportvereins konnte sich für die Ruder-Europameisterschaften 1956 in Bled qualifizieren; Franco Trincavelli, Angelo Vanzin, Romano Sgheiz, Alberto Winkler und Steuermann Ivo Stefanoni belegten den dritten Platz im Vierer mit Steuermann hinter den Booten aus Finnland und aus der Sowjetunion.
Bei den Olympischen Spielen 1956 in Melbourne siegten die fünf Italiener im Finale mit drei Sekunden Vorsprung vor den Schweden und den finnischen Europameistern; das Boot aus der Sowjetunion war schon im Halbfinale ausgeschieden.
1957 wechselte der komplette Vierer in den Achter und siegte bei den Europameisterschaften in Duisburg. Sgheiz, Winkler und Stefanoni halfen 1958 in Poznań den Titel zu verteidigen. Für die Olympischen Spiele 1960 wechselte Stefanoni wieder in den Vierer mit, der in der Besetzung Romano Sgheiz, Franco Trincavelli, Fulvio Balatti, Giovanni Zucchi und Ivo Stefanoni den dritten Platz hinter den Booten aus Deutschland und Frankreich belegte.
1961 gewann Stefanoni in Prag seinen dritten Europameistertitel mit dem Achter. Aus diesem Achter saßen bei den Olympischen Spielen 1964 in Tokio noch drei Mann im Achter: Giampietro Gilardi, Sereno Brunello und Ivo Stefanoni. Der italienische Achter belegte 1964 den sechsten Platz im olympischen Finale.